# Línia 32 d'autobusos de Barcelona
La línia 32 va ser una línia convencional d'autobús de Barcelona gestionada per part de TMB i que va ser substituïda per la D40 l'any 2017. La seva freqüència de pas era d'entre 6-10 minuts.

## Recorregut
El seu trajecte començava per Pl. Països Catalans (Estació de Sants) passant per l' Av. Josep Tarradellas, Travessera de Gràcia, Av. Príncep d'Asturies, Travessera de Dalt, Càmelies, Pl. Font Castellana, Av. Verge de Montserrat, carrer del Doctor Pi i Molist, Via Júlia, Artesania fins al barri de Roquetes, Nou Barris.